# Agriacris jucunda
Agriacris jucunda är en insektsart som först beskrevs av Walker, F. 1870.  Agriacris jucunda ingår i släktet Agriacris och familjen Romaleidae. Inga underarter finns listade i Catalogue of Life.